# Mermessus mniarus
Mermessus mniarus är en spindelart som först beskrevs av Crosby och Bishop 1928.  Mermessus mniarus ingår i släktet Mermessus och familjen täckvävarspindlar. Inga underarter finns listade i Catalogue of Life.